# Голландские мемуары
«Голландские мемуары» (фр. Memoires d'Hollande) — роман, написанный на французском языке и впервые опубликованный в 1678 году без указания автора. Его часто приписывают Мари Мадлен де Лафайет.
Роман состоит из двух частей, слабо связанных между собой. Он начинается с рассказа об устройстве Республики Соединённых провинций и о гражданской войне, охватившей эту страну в середине XVII века. За этим следует повествование в духе прециозного романа о любви француза и еврейки, в котором много достоверных бытовых деталей. С точки зрения стиля «Голландские мемуары» имеют много общего с «Принцессой Клевской», автором которой безусловно является мадам де Лафайет. Однако последняя ни разу не была за пределами Франции и не могла хорошо знать те реалии, о которых идёт речь в романе. Существует гипотеза о том, что «Голландские мемуары» принадлежат перу Пьера-Даниэля Юэ, бывавшего в Нидерландах и интересовавшегося ими.